# User Principal Name
User Principal Names (UPN; deutsch: „Benutzerprinzipalnamen“) können im Kerberos-Authentifizierungs-System, wie es etwa von Microsofts Active Directory benutzt wird, als Alias für den Realm-basierten Benutzernamen konfiguriert werden. Sie erlauben z. B. die bequemere Anmeldung an Windows Computern und Servern auch unter einem Benutzernamen, der eher einer E-Mail-Adresse gleicht, unabhängig von technischen Details wie dem exakten Namen der benutzten Active Directory Domäne. Der UPN ist mit dem Benutzerkonto verknüpft. Das Format des UPN ähnelt typischerweise einer RFC 822 E-Mail-Adresse.
Ein Kerberos-Prinzipalname besteht aus zwei Teilen, dem Anmeldenamen des Benutzers (z. B. michael) und dem Benutzerprinzipalnamen-Suffix (User Principal Name Suffix, UPN-Suffix). Getrennt werden beide Teile beim Windows-Login durch ein „@“-Zeichen (also hier z. B. michael@beispielfirma.xy). Das Benutzerprinzipalnamen-Suffix ist ein Alias für längere Domänennamen, um übersichtlicher und kürzer zu sein (z. B. nur beispielfirma.xy anstatt von kundenbetreuung.koeln.deutschland.beispielfirma.xy), bzw. um bei mehreren Domänen nur einen, griffigen Namen zu vergeben, der für alle Domänen gilt. Sie werden in der Active-Directory-Verwaltung unter den Eigenschaften von „Active-Directory-Domänen und -Vertrauensstellungen“ eingegeben.